# Кличень
Кличень — древнерусский город на территории современного Осташковского городского округа Тверской области России. Располагался на селигерском острове Кличен. Населён был ильменскими славянами. Упоминается в документе 1371 года.
Центр одноимённой волости Кличень, находившейся на восточном берегу озера Селигер и входившая в состав Смоленского княжества, затем в состав отделившегося от первого Ржевского княжества и, впоследствии, Ржевского уезда до Губернской реформы 1775 года, после которой волость была передана Осташковскому уезду.
Из слобод Кличеня образовался город Осташков («Записка о прошлом города Осташкова Тверской губернии», написанная В. П. Успенским и прочитанная в заседании Тверской учёной архивной комиссии 15 апреля 1893 года).
Город упоминается в грамоте литовского князя Ольгерда 1371 года к константинопольскому патриарху Филофею как пограничная крепость Великого княжества Литовского, захваченная Великим княжеством Московским. Считается, что название города Кличень происходит от слова «клич», то есть при нападении врагов созывали клич на всё озеро, и население укрывалось под стенами крепости.
Новгородцы, стремясь контролировать свои торговые пути, были недовольны наличием неподконтрольного им городка, и во второй половине XIV века осуществили несколько нападений на город, в результате которого он был полностью разрушен. В новгородской летописи 1393 года написано «новгородская охочая рать выехала на княжи волости воевать, а с ними два князя Роман Литовский и Константин Иванович Белозерский и воеводы новгородские и взяша Кличен городок». Тем не менее, Кличен был всё ещё упомянут в «Списке русских городов дальних и ближних». По легенде, из жителей Кличена в живых остался только один рыбак Осташко (Евстафий), который поселился на месте современного Осташкова и в честь которого город и получил название.
Кличен занимал песчаный холм (50×30 м) и омывался водой с трёх сторон. Судя по археологическим данным поселение существовало в XII—XIV веках.